# Hibridno vozilo
Hibridno vozilo je vozilo, ki za pogon uporablja dva ali več različnih virov energije. Izraz se najpogosteje nanaša na hibridna električna vozila (HEVs), ki združujejo motor z notranjim zgorevanjem in enega ali več elektromotorjev.
Pogon
Viri energije ki jo uporabljajo hibridna vozila vključujejo:
- Sistem za ponovno polnjenje shranjene energije (RESs) v ali izven vozila
- Bencinska ali dieselska goriva
- Vodik
- Stisnjen zrak
- Utekočinjen dušik
- Veter
- Elektriko
- Utekočinjen ali stisnjen naravni plin
- sončno energijo
- Izrabljeno toploto iz notranjega zgorevanja motorja
- Premog, les ali ostala trda goriva
- Elektromagnetno polje
Tipi vozil
Vozila z dvemi kolesi in kolesom podobna vozila
Mopedi, električna kolesa in celo električni skuterji so primer hibridov, saj je moč ustvarjena tako iz motorja z notranjim zgorevanjem ali električnega motorja in moči voznika.
Prvi prototipi motociklov konec 19. stoletja so uporabljaji enak princip.
- v paralelnem hibridnem kolesu sta človeška in motorna moč mehanično povezana na zadnjem ali sprednjem kolesu. Človeški in motorni navor sta združena. Skoraj vsi proizvedeni modeli so tega tipa.
- V serijskih hibridnih kolesih uporabnik poganja generator z uporabo pedal. To je spremenjeno v elektriko in je lahko povezano direktno na motor, tako dobimo kolo brez verige, ter polni baterijo. 
Motor črpa energijo iz baterije in mora biti sposoben proizvesti poln mehanični navor ki je zahtevan, ker ga ni nič proizvedenega s pedaleranjem. Serijska hibridna kolesa so komercialno na voljo, ker so preprosta za izdelavo in uporabo.
	Prvi znan prototip in publikacija serijskega hibridnega kolesa je od Augustusa Kinzela leta 1975. 
Težka vozila
Hibridni pogonski sistemi so uporabljeni za dizelsko-električne ali turbo-elektriène lokomotive, avtobuse, vozila za prevoz težkega tovora in ladje. običajno neko obliko iz toplotnega stroja (po navadi dizel) poganja električni generator ali hidravlično črpalko, ki poganja enega ali več hidravličnih motorjev.
Še posebno ko gre za veè pogonov so prednosti v distribuciji moči skozi žice ali cevi, kot z mehaničnimi elementi. Moč se izgubi v konverziji tipično z diselskega goriva v elektriko za pogon električnega ali hidravličnega motorja. Pri večjih vozilih prednosti večinoma prevladajo nad slabosti, še posebno ker se konverzijska moč tipično zmanjša z velikostjo.
Evropa
An je nov Autorail a grande capacite (AGC ali visoko zmogljiva lokomotiva) zgrajena v kanadskem podjetju Bombardier za vožnjo v Franciji. Imajo dvojni način (dizelski in električni motor) in sposobnost dvojne napetosti (1500 in 25000 V) kar omogoča da je uporabljen na veliko različnih železniških sistemih. 
Lokomotiva za premikanje vagonov z dizelskim motorjem in električno skladiščeno energijo pri zaviranju, bazirana na BR203 (prejšnji DB razred V100) lokomotivi je bila zgrajena in testirana s strani podjetja Alstom Locomotive Service Stendal (Nemčija). Lokomotiva je bila na preizkušnji v Roterdamu.
Kitajska
Prva hibridna lokomotiva za ocenjevanje je bila izdelana s strani železniškega raziskovalnega centra MATRAI leta 1999 in vzorec je bil pripravljen leta 2000. to je bila lokomotiva G12, ki je bila spremenjena v hibrid z uporabo 200KW diselskega generatorja in baterij.
Japonska
Prvi delujoč prototip hibridnega vlaka z zadostno možnostjo shranjevanja in ponovne uporabe energije je bil predstavljen na japonskem kot KiHa E200. Uporablja paket baterij iz litijevih jonov postavljenih na streho da shranjujejo pridobljeno energijo.
Severna Amerika
V Združenih Državah je General Eletric predstavil prototip motorja z njihovo tehnologijo "Ecomagination" v letu 2007. Energijo so shranjevali v velikih setih natrijevih nikljevih kloridnih baterij za shranjevanje energije ki se po navadi porabi med zaviranjem ali vožnjo navzdol. S tem sistemom pričakujejo vsaj 10% prihranek goriva in za raziskave porabijo okrog 2 miljarde letno.
Nekatire primeri tipične dizel-električne lokomotive so Green Goat in Green Kid, preklapljajoče jardažne motorje zgrajene v kanadskem Railpower Rechnologies. Te uporabljajo veliko dolgo trajajočih baterij iz svinčene kisline sposobnih ponolnega polnenja in 1000 do 2000 KM električni motor kot promarni vir in nov diselski generator za ponolno polnjenje baterij, ki je uporabljen le po potrebi.
Nič moči ali energije ni potrošene pri prostem teku. Nejasno je če je energija iz dinamičnega zaviranja shranjena za ponovno uporabo, vendar bi morala v principu biti z lahkoto uporabljena.
Ker je pri teh motorjih dodatna teža potrebna za vlečne namene, je dodatna teža baterijskih paketov zanemarljiva. Še dodatno, diselski generator in baterijski paket sta normalno zgrajena na lokomotive iz odpada, kar še dodatno zmanjša stroške. Obstoječi motor je ponovno zgrajen in ponovno uporabljen.
Cestni transport, vozila za komercialno uporabo
Zgodnji hibridni sistemi se preučujejo za tovornjake in druga težka vozila, s tem da nekateri tovornjaki in avtobusi že prihajajo v uporabo. Glavna ovira je trenutno manjše število in dodatna cena za hibridni sistem, ki se trenutno še ne kompenzira s prihrankom goriva, vendar z naraščajočimi cenami goriva je pričakovano da bo ta kompenzacija možna leta 1995. 
Napredki v tehnologiji in nižje cene baterij ter večje kapacitete, razviti za hibridna vozila, se že pojavljajo v vozilih od Toyote, Forda,... Kenworth Truck Company je pred kratkim predstavila hibridno- električni tovornjak, z imenom kenworth T270 Class 6, ki se zdi konkurenčen za mestno uporabo. 
FedEX in drugi začenjajo preučevati hibridna vozila, še posebej za uporabo v mestih kjer bi se hibridi najbolj splačali in hitreje uveljavili.
Vojaška terenska vozila
Od leta 1985 Ameriška vojska testira serijo hibridnih Humveejev. Ugotovili so da imajo hitrejše pospeške, nevidni način z nizkim toplotnim podpisom, skoraj povsem tihim delovanjem in boljšo ekonomičnost z bencinom.
Ladje
Ladje z nameščenimi jambori in parnimi motorji so bili prvi hibridi. Še en primer je dizelsko-električna podmornica. Deluje na baterije ko je potopljena, baterije se napolnijo z dizelskim motorjem ko je plovilo na površju.
Novejše hibridne tehnologije v ljadjarstvu vključujejo velike vlečne zmaje, proizvedene v podjetjih kot je SkySails. Vlečni zmaji lahko letijo veliko višje kot jadra in tako zajamejo močnejši veter.
Letala
Podjetje Delta Air Lines bo v začetku leta 2010 predelalo Boeing 727NGs v hibrid s postavitvijo pogonskega sistema na terenu imenovanega WheelTug na svojo floto Boeingov 737NGs. Z uporabo APU, ki ga poganjajo turbine, za pogon Chrousovega motorja nameščenega na pristajalno opremo za premikanje na tleh. Delta Air Lines bo ustvaril hibridne konfiguracije s prenehanjem uporabe glavnih motorjev za vse razen vzlet, pristanek in let.